# Struhárske sedlo

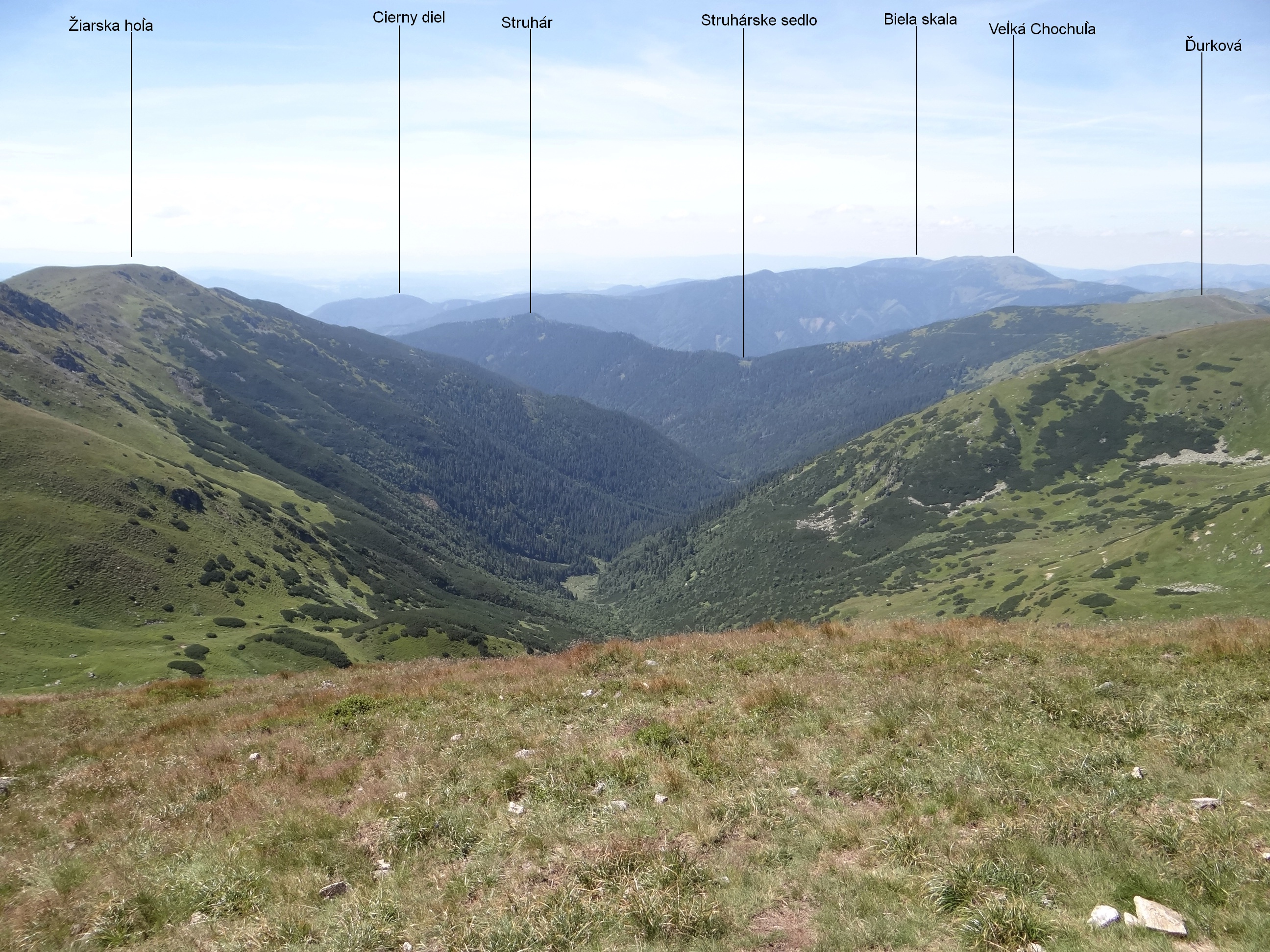
Widok ze szczytu Kotliská

Struhárske sedlo (1355 m) – przełęcz w Niżnych Tatrach na Słowacji.

## Położenie
Leży w bocznym grzbiecie, oddzielającym się w Dziurkowej od głównego grzbietu Niżnych Tatr w kierunku południowym i rozdzielającym doliny Jaseniańską (na zachodzie) i Łomnistą (na wschodzie). Oddziela Dziurkową od pierwszego szczytu we wspomnianym grzbiecie – Struhára (1471 m).

## Turystyka
Na przełęcz prowadzą dwa szlaki turystyczne: niebieski z Doliny Jaseniańskiej (od zachodu) i zielony z Doliny Łomnistej (od wschodu), które następnie wyprowadzają na główny grzbiet Niżnych Tatr nieco na wschód od Siodła Dziurkowej.
  Jasenie – rozdroże Pod Obrštinom – Lomnistá dolina – Asmolovova chata – Struhárske sedlo – chata Durková – Sedlo Ďurkovej. Czas przejścia: 5 h, ↓ 3.50 h
  Jasenie – leśniczówka Predsuchá – Jasenianská dolina – Bauková – Struhárske sedlo – Chabenec. Czas przejścia: 6.35 h, ↓ 5 h
 Jasenie – rozdroże Pod Obrštinom – Lomnistá dolina – Asmolovova chata – Struhárske sedlo – Jasenianská dolina – leśniczówka Predsuchá – Suchá dolina – Panské sedlo – sedlo Kopcová – Ráztocké lazy – Ráztoka – Nemecká